# 弥高山
弥高山（やたかやま）は、岡山県高梁市川上町高山にある山。標高は653.6mである。

## 地理・概要
当山名の由来は「弥高い（いやたかい）山」であるとされ、その山容から別名「飯山（いいのやま）」とも呼称される。
吉備高原の西、広島県境に位置し、吉備高原が標高500m程度の準平原様の台地を形成する中で、弥高山は他の山々よりひときわ高く、遊歩道や駐車場、キャンプ場なども整備されている。展望台からは、北は大山、南は瀬戸内海の島々、四国まで眺望できる。また、数多くのつつじやさつきなど植えられシーズンには多くの観光客でにぎわう。
この地域の地形の代表的なものは、石灰岩質の地質が多く分布している中、川の浸食作用によって形成された谷間沿いにある河成段丘状の低地と、吉備高原上の小起伏面の地域である。前者には渓谷や鍾乳洞・奇石などが多い。弥高山を中心とした高山市付近には、海棲化石の多い中新世層が見られたり、最も小起伏面が発達する「川上面」といわれる高原には高瀬層（山砂利層）の分布が見られたり、そして上大竹神ほ野や付近の石灰岩台地や大賀デッケン（大賀の押被おしかぶせ）や周辺には石灰岩への熱変性作用でできるスカルン鉱脈も多く地質学・地形学上特に注目されている地域である。

## 形成過程
第三紀の終わりころ、８００～９００万年前、吉備高原を貫いて噴火した玄武岩質火山のマグマ火道が固まり残丘として高原上に突出した形で残ったもの。周囲には弥高山の他に、北東にある荒戸山（777m）や来見山（663m）・須志山（521.7m）などがこの残丘である。このタイプの火山残丘は岡山県北西部から広島県北東部にかけて数多く存在する。

## ギャラリー

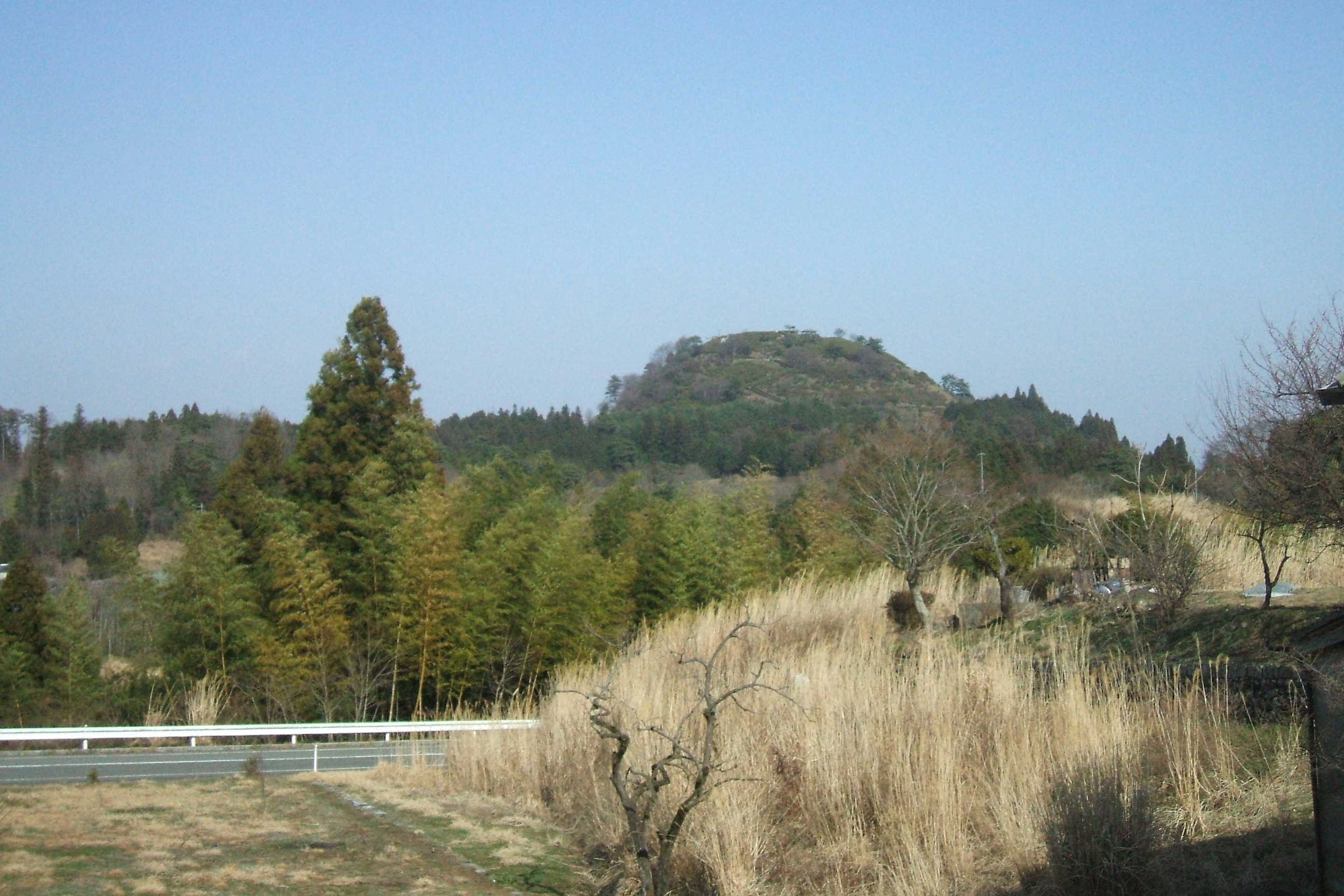
弥高山山頂の遠景
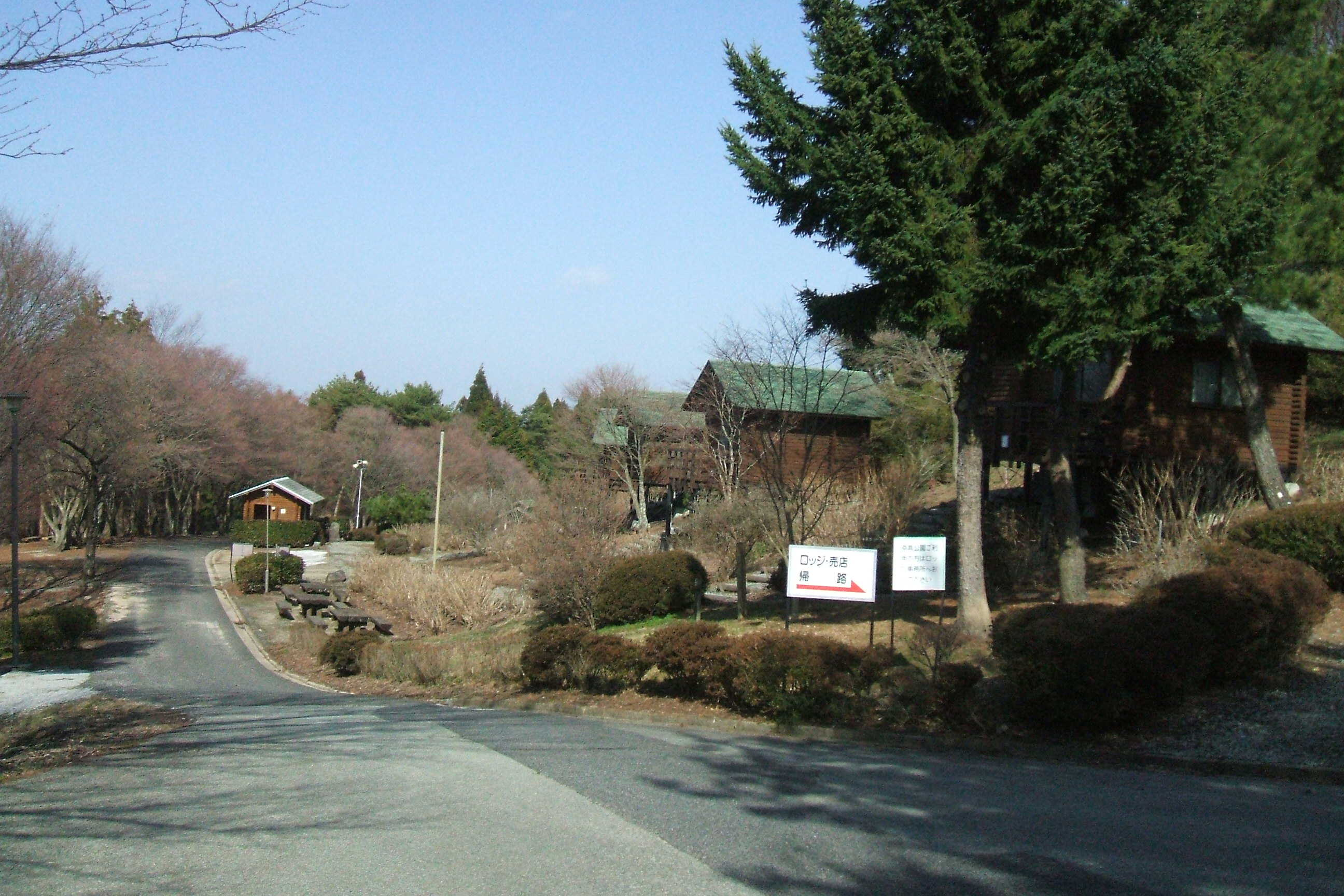
キャンプ場
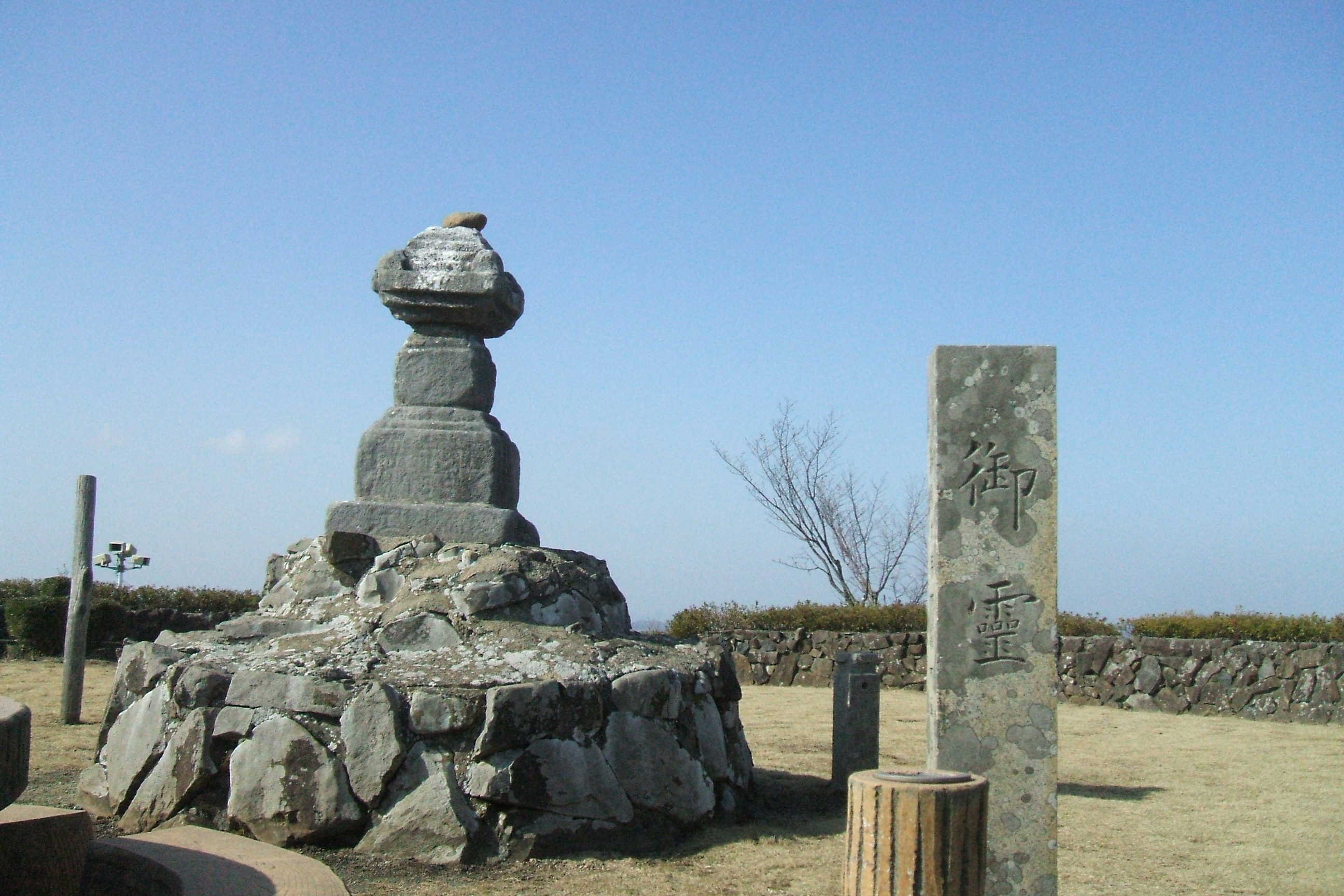
山頂にある石碑
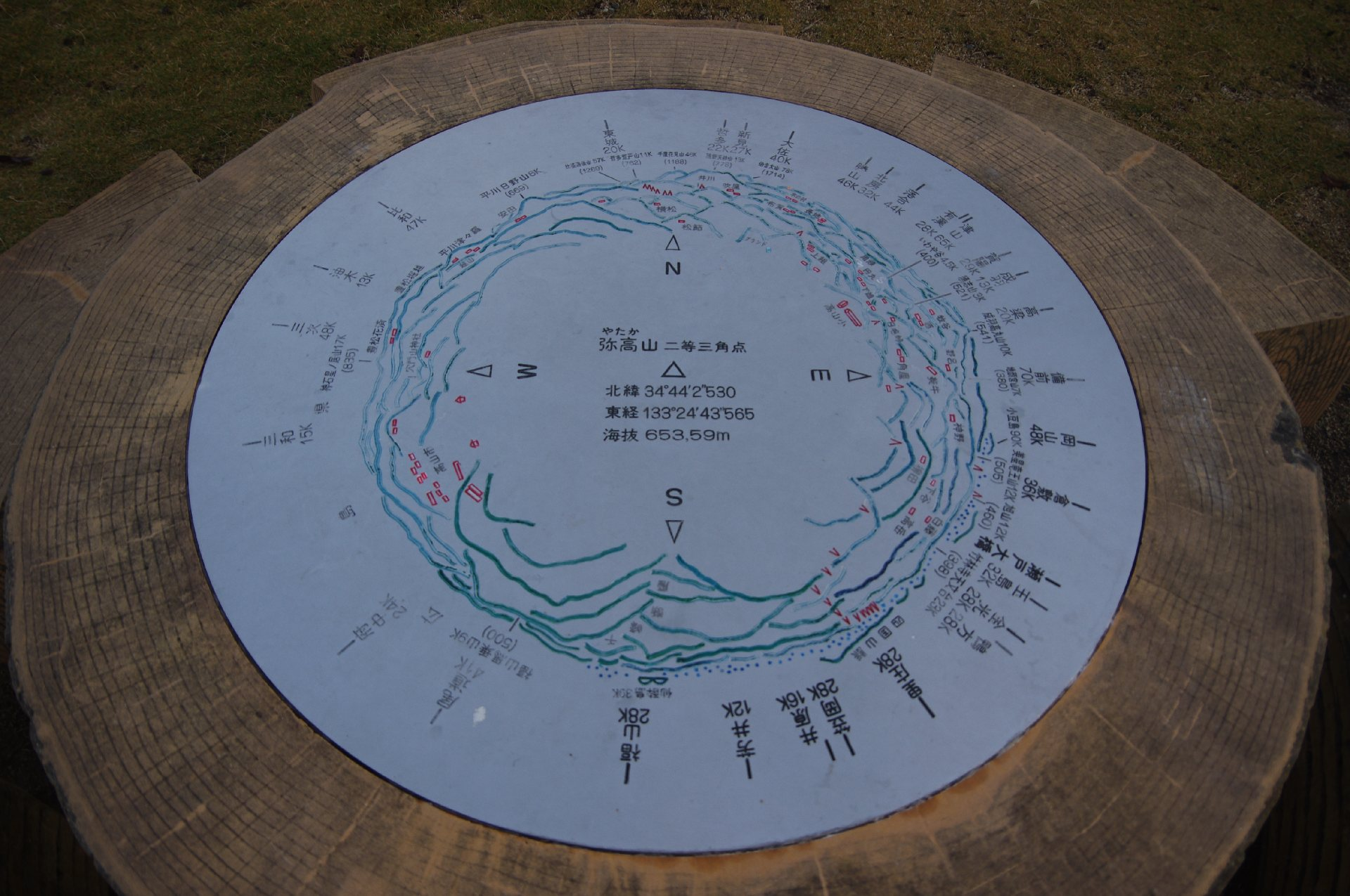
山頂にある方位プレート